# Szent Erzsébet híd
A Szent Erzsébet híd (2002-2007 között Tabán híd) Esztergom legújabb hídja. A Kis-Dunán ível át, és a Prímás-sziget déli részével biztosítja az összeköttetést. A Mária Valéria hídról vezeti le a forgalmat, tehermentesítve ezzel a Bottyán hidat, a Lőrinc utcát és a belvárost.

## Története

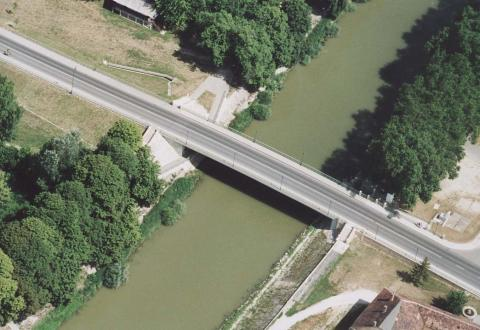
Légi felvételről

A Mária Valéria híd átadása (2001) következtében Esztergom belvárosában számottevően megnövekedett a közúti forgalom. Ez 2–4 ezer új autót jelent, ami hosszú távon ellehetetlenítette volna a belváros közlekedését. A Tabán híd tehermentesítő hídként szolgál, ami alternatív közlekedési tengelyként vezeti el a Párkány felőli forgalmat. Ennek megfelelően kiemelt teherbírású. Hossztartóját 2002. február 7-én emelték a helyére az ország legnagyobb mozgódarujával. Átadására 2002. május 17-én került sor. A beruházás 1 milliárd forintos állami támogatással jött létre. A híddal egyszerre épült a Prímás-szigeten a 11 326-os számú út a Nagy Duna sétányon és az Árok utcában. A Hősök terei körforgalomba torkollik, ahol találkozik a (táti) 11-es, a (dorogi) 111-es főúttal, és a (dobogókői) 1111-es úttal. A híd neve Esztergom Tabán városrészének a nevét őrizte. 2007-ben az Árpád-házi Szent Erzsébet emlékév alkalmából Szent Erzsébet hídra keresztelték. A jövőben átépülő Tabán városrész nevét egy újonnan kialakított utca fogja őrizni.

## Leírása
A korszerű anyagokból és technológiával épült Szent Erzsébet híd 19. század végi építészeti megjelenésű, illeszkedik a többi Kis-Duna híd stílusához. A 2×1 sávos útpálya 8 méter széles, járdákkal együtt 12. Szabad fesztávolsága 48 méter. A főtartószerkezetet 100 tonnás, acélból készült. A híd szerkezeti magassága a pályaszint és a szerkezet alsó éle között mérve hídközépen 1594 mm. Az egymástól 2750 mm-re elhelyezkedő acél főtartókat a helyszínen készült vasbeton pályalemez hidalja át, melynek túlnyúló konzoljai a gyalogjárda szegélytartó terheit viselik. A keretként kialakított szerkezetnél az alépítményekre a szokásos függőleges terheken kívül jelentős vízszintes hatások is adódnak, ezért olyan alapozási rendszert kellett kialakítani, amely e terhek felvételére is alkalmas. Az árvízvédelmi vonal folyamatosságát is biztosítani kellett, ezért a hídfő elé félkörben szádfalat is kellett verni.
Az Árok utcai hídfőnél, a Kis-Duna mellett – a 14. században Prágában vízbe fojtott – Nepomuki Szent János szobra áll egy fülkében, mivel ő a hidak, hajósok, molnárok védőszentje.

## Külső hivatkozások
- Az építésről
- Hordógurítás
- https://web.archive.org/web/20150204035343/http://www.pont-terv.hu/arokutca.htm